# Kosivșciîna
Kosivșciîna (în ucraineană Косівщина) este localitatea de reședință a comunei Kosivșciîna din raionul Sumî, regiunea Sumî, Ucraina.

## Demografie
Componența lingvistică a localității Kosivșciîna
     Ucraineană (92,29%)
     Rusă (7,39%)
     Alte limbi (0,08%)
Conform recensământului din 2001, majoritatea populației localității Kosivșciîna era vorbitoare de ucraineană (92,29%), existând în minoritate și vorbitori de rusă (7,39%).